# Suizhou

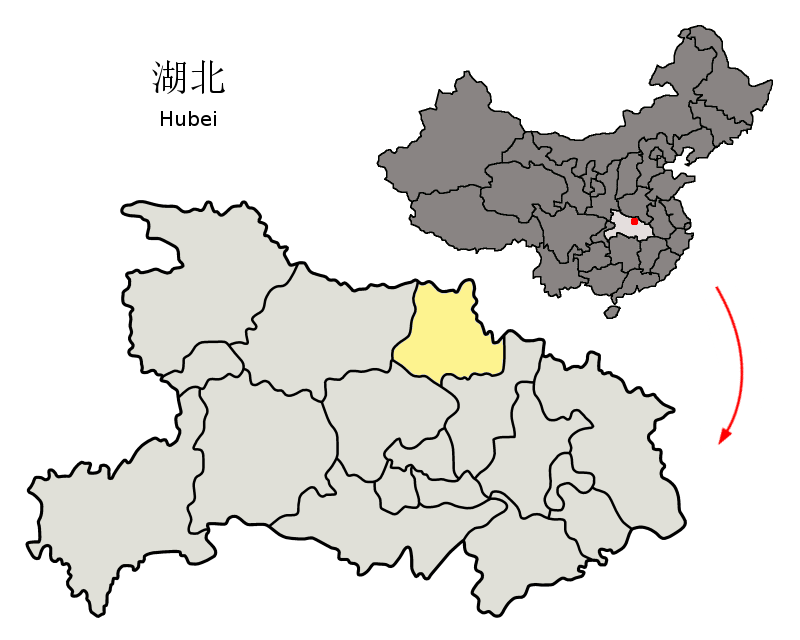
Lage von Suizhou (gelb) in Hubei

Suizhou (随州市; Pinyin: Suízhōu Shì) ist eine bezirksfreie Stadt in der chinesischen Provinz Hubei. Suizhou hat eine Fläche von 9.615 km² und 2.047.923 Einwohner (Stand: Zensus 2020).

## Entstehung der Stadt Suizhou
1949 teilte die neue Regierung der Volksrepublik China den historischen Kreis Sui (随县) in zwei Kreise auf, Sui und Hongshan (洪山县). 1955 wurden sie unter dem Namen „Sui“ wieder vereinigt. 1979 wurden zwei Großgemeinden aus dem Kreis ausgegliedert und aus ihnen die kreisfreie Stadt Suizhou gemacht. Am 19. August 1983 wurde der verbliebene Kreis Sui ebenfalls aufgelöst und in die Stadt Suizhou integriert, die zunächst kreisfrei blieb. Am 11. Oktober 1988 wurde der historische Kreis Yingshan (应山县) aufgelöst und auf seinem Gebiet die kreisfreie Stadt Guangshui errichtet. 1994 wurde die Stadt Suizhou direkt der Provinzregierung Hubeis unterstellt. Am 25. Juni 2000 wurde die kreisfreie Stadt Suizhou aufgelöst und auf ihrer Fläche der Stadtbezirk Zengdu errichtet, der mit der kreisfreien Stadt Guangshui zur neuen bezirksfreien Stadt Suizhou zusammengeschlossen wurde. Im Mai 2009 wurden schließlich große Teile des Stadtbezirks Zengdu ausgegliedert und auf ihnen der neue Kreis Sui gegründet, so dass die Stadt Suizhou heute drei Gliederungen auf Kreisebene hat.

## Administrative Gliederung
Auf Kreisebene setzt sich Suizhou aus einem Stadtbezirk, einer kreisfreien Stadt und einem Kreis zusammen. Diese sind:
- Stadtbezirk Zengdu (chinesisch 曾都区, Pinyin Zēngdū Qū), Zentrum, Sitz der Stadtregierung;
- Stadt Guangshui (chinesisch 广水市, Pinyin Guǎngshuǐ Shì);
- Kreis Sui (chinesisch 随县, Pinyin Suí Xiàn).